# Borowiec (gmina Ciepielów)
Borowiec – wieś sołecka w Polsce położona w województwie mazowieckim, w powiecie lipskim, w gminie Ciepielów.
| SIMC    | Nazwa   | Rodzaj    |
| ------- | ------- | --------- |
| 0617166 | Kolonia | część wsi |
| 0617172 | Mucha   | część wsi |
| 0617189 | Polizna | część wsi |

W latach 1975–1998 miejscowość należała administracyjnie do województwa radomskiego.
Wierni Kościoła rzymskokatolickiego należą do parafii Bożego Ciała w Wielgiem.